# Sarsina (erebídeos)
Sarsina (Arctiidae) é um gênero de traça pertencente à família Arctiidae.